# Gerbillus dasyurus
Gerbillus dasyurus is een zoogdier uit de familie van de Muridae. De wetenschappelijke naam van de soort werd voor het eerst geldig gepubliceerd door Wagner in 1842.

## Voorkomen
De soort komt voor in Egypte, Irak, Israël, Jordanië, Libanon, Oman, Saoedi-Arabië, Syrië, Turkije, de Verenigde Arabische Emiraten en Jemen